# Krzysztof Kamil Baczyński
Krzysztof Kamil Baczyński (psevdonim Jan Bugaj), poljski pesnik, * 22. januar 1921, Varšava, † 4. avgust 1944, Varšava.

## Dela
- Dve ljubezni
- Izbrane pesmi
- Pesmi iz požara